# اچ‌دی ۸۷۸۲۲
اچ‌دی ۸۷۸۲۲ یک ستاره است که در صورت فلکی شیر کوچک قرار دارد.